# Talmine
Talmine es un municipio de la provincia o vilayato de Timimoun, en Argelia. En agosto de 2011, tenía una población censada de 12 768 habitantes.
Se encuentra ubicado al suroeste del país, en el desierto del Sahara.